# Velites

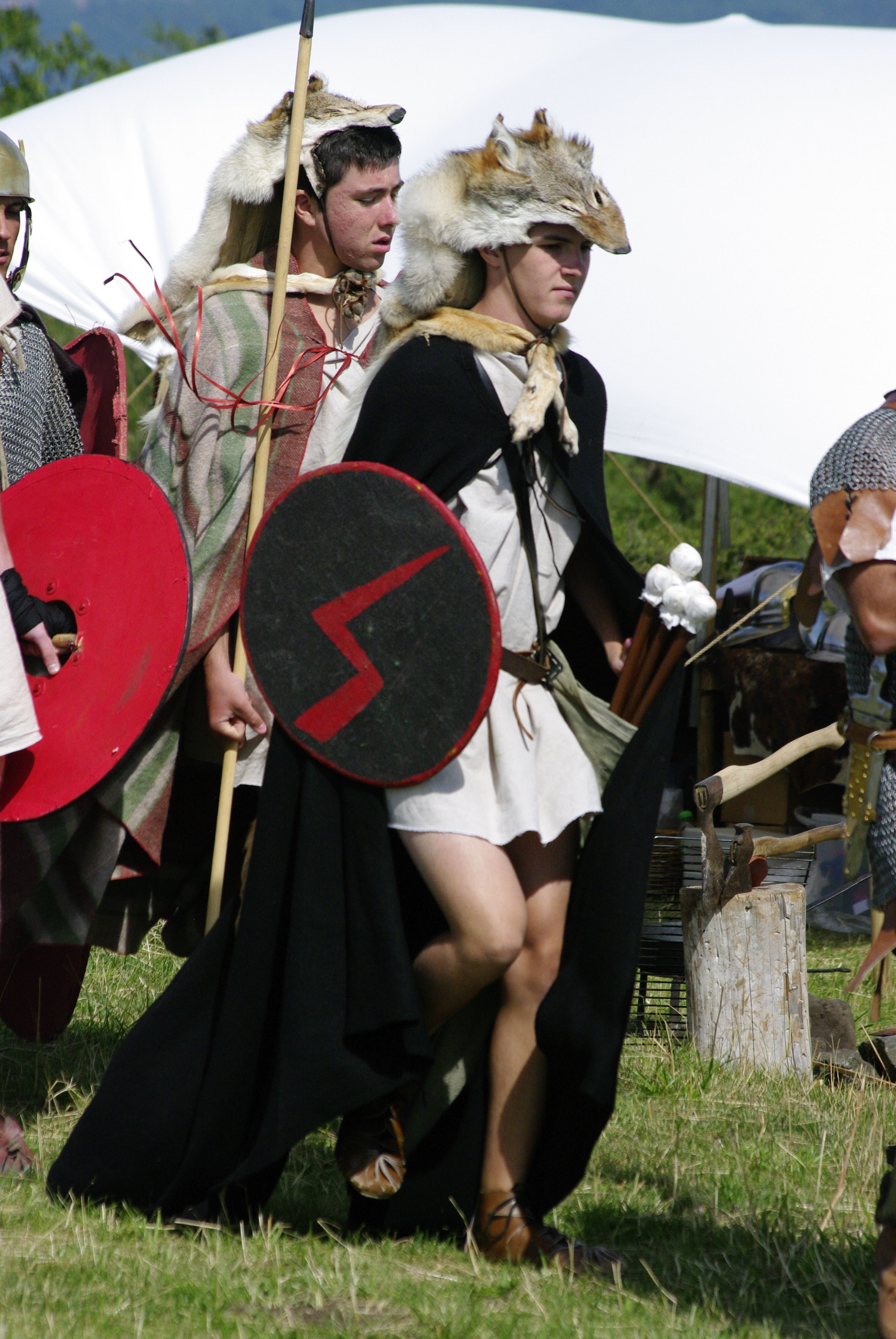
Welici (w odwzorowaniu dzisiejszych rekonstruktorów)

Velites (łac. lp vēlěs), welici – we wcześniejszym okresie republiki rzymskiej piechota lekkozbrojna, prowadząca działania przed linią legionowych manipułów.
Pochodzenie ich nazwy wywodzone jest od łac. velox (szybki, zwinny). Historycznie formacja ta była pochodną wcześniejszych lekkozbrojnych harcowników (leves) z czasów reform Kamillusa w początkach IV wieku p.n.e. Byli to najmłodsi, najruchliwsi i najmniej doświadczeni spośród żołnierzy wchodzących w skład legionu; należeli też do najmniej zamożnych. Na ich uzbrojenie składało się kilka (5-7) krótkich oszczepów iaculum (lub włócznia hasta velitaris o długości około 1,2 metra), krótkie rzymskie miecze (gladius) i okrągłe tarcze parma o średnicy niespełna 1 metra. W liczącym 4200 ludzi legionie było ich 1200 (wcześniej jako accensi i leves), przydzielanych proporcjonalnie do każdego z 30 manipułów.
Welici często nosili skóry drapieżników (wilków, niedźwiedzi), które nie tylko miały ich z odległości wyróżniać na polu walki, lecz zapewne też symbolizować ich napastliwość i zręczność. Rzadko używali lekkich skórzanych hełmów. Kategorią rzymskiej piechoty zbliżoną do nich pod względem wieku i wyszkolenia bojowego (choć z różnicami w uzbrojeniu) byli legionowi hastati. 
W momencie gotowości do starcia opuszczali swe manipuły i wykorzystując luki pomiędzy nimi, wybiegali przed 
pierwszą linię ciężkozbrojnej piechoty, osłabiali oddziały przeciwnika miotanymi pociskami i naruszali szyk nieprzyjacielskiej formacji; w zetknięciu z lekkozbrojnymi wroga podejmowali działania harcownicze. Po zbliżeniu się frontu obu wojsk do siebie, w sytuacji gotowości legionu do walki, wycofywali się przez luki pomiędzy oddziałami na tyły, pozostawiając pole działania ciężkozbrojnej piechocie. 
Formacja ta w sposób naturalny zanikła po wprowadzeniu reformy armii rzymskiej przez konsula Mariusza, gdy w systemie rekrutacji wojsk utracił znaczenie cenzus majątkowy.